# Sony Ericsson W950
Sony Ericsson W950i — третий UIQ 3 смартфон на платформе Symbian OS v9.1. Дата выхода: 13 февраля 2006 года, через неделю после выхода Sony Ericsson M600 и фактически является его клоном (что доказывает взаимозаменяемость их прошивок). Характерная музыкальная направленность выражена в отсутствии цифровой камеры. Удобные кнопки управления музыкой, кнопка плей/пауза находится сбоку телефона. Над основной клавиатурой оранжевым цветом подсвечиваются фальш-кнопки смены трека, при этом их функции выполняют кнопки основной клавиатуры: 1, 2 ,3.

## Технические характеристики
- Стандарт GSM 900, 1800, 1900, WCDMA, 3G
- Операционная система: Платформа Symbian OS UIQ 3
- Тип корпуса: моноблок
- Антенна: встроенная
- Вес: 112 г.
- Размеры: 106x54x15 мм.
- Тип экрана: цветной TFT экран, 262144 цветов, сенсорный
- Разрешение: 240x320 пикселей
- Объём встроенной памяти: 3907 МБ (~ 4 Gb)

## Устройства ввода
- Клавиатура и сенсорный экран

### Мультимедийные возможности
- MP3-проигрыватель Walkman
- Диктофон
- Флэш-карта: не поддерживается

### Связь
- Доступ в интернет: WAP 2.0, GPRS, HSCSD, POP/SMTP-клиент, HTML, Модем
- Синхронизация с компьютером: да
- Использование в качестве USB-накопителя: да